# Leucochrysa nativa
Leucochrysa nativa är en insektsart som först beskrevs av Navás 1911.  Leucochrysa nativa ingår i släktet Leucochrysa och familjen guldögonsländor. Inga underarter finns listade i Catalogue of Life.